# Aleksandra Petrova (modella)
Aleksandra Valer'evna Petrova (in russo Александра Валерьевна Петрова?; Čeboksary, 18 settembre 1980 – Čeboksary, 16 settembre 2000) è stata una modella russa, eletta Miss Russia 1996.